# Ylöjärvi
Ylöjärvi este o comună din Finlanda.

## Personalități născute aici
- Pasi Kaunisto (n. 1950), cântăreț